# Khatxkar
El khatxkar o pedra-creu és una estela que té gravada una creu (sovint una creu patent) i que és un dels símbols del cristianisme armeni. Els khatxkarè porten gravats en pedra diversos elements decoratius amb significat doctrinal, com ara les rosetes, símbols solars o fruites tals com la magrana o el raïm, que s'associen a la resurrecció. En alguns d'ells apareix Jesús crucificat envoltat d'àngels o escenes bíbliques.
La finalitat de les esteles, originàriament erigides sobre les tombes però després aixecades com a monuments independents, era pregar per l'ànima d'alguna persona cèlebre que acaba de morir. Posteriorment van erigir-se també com a amulet protector per a terreny sagrat, per exemple en la construcció d'esglésies, i fins i tot amb alguns usos civils. Les esteles van començar a proliferar a Armènia a partir del segle ix i es van fer enormement populars, fins a esdevenir un símbol cultural. Per això membres de la diàspora armènia han erigit khatxkarè en territoris fora del seu domini territorial històric, especialment com a memorial de les víctimes del genocidi armeni.

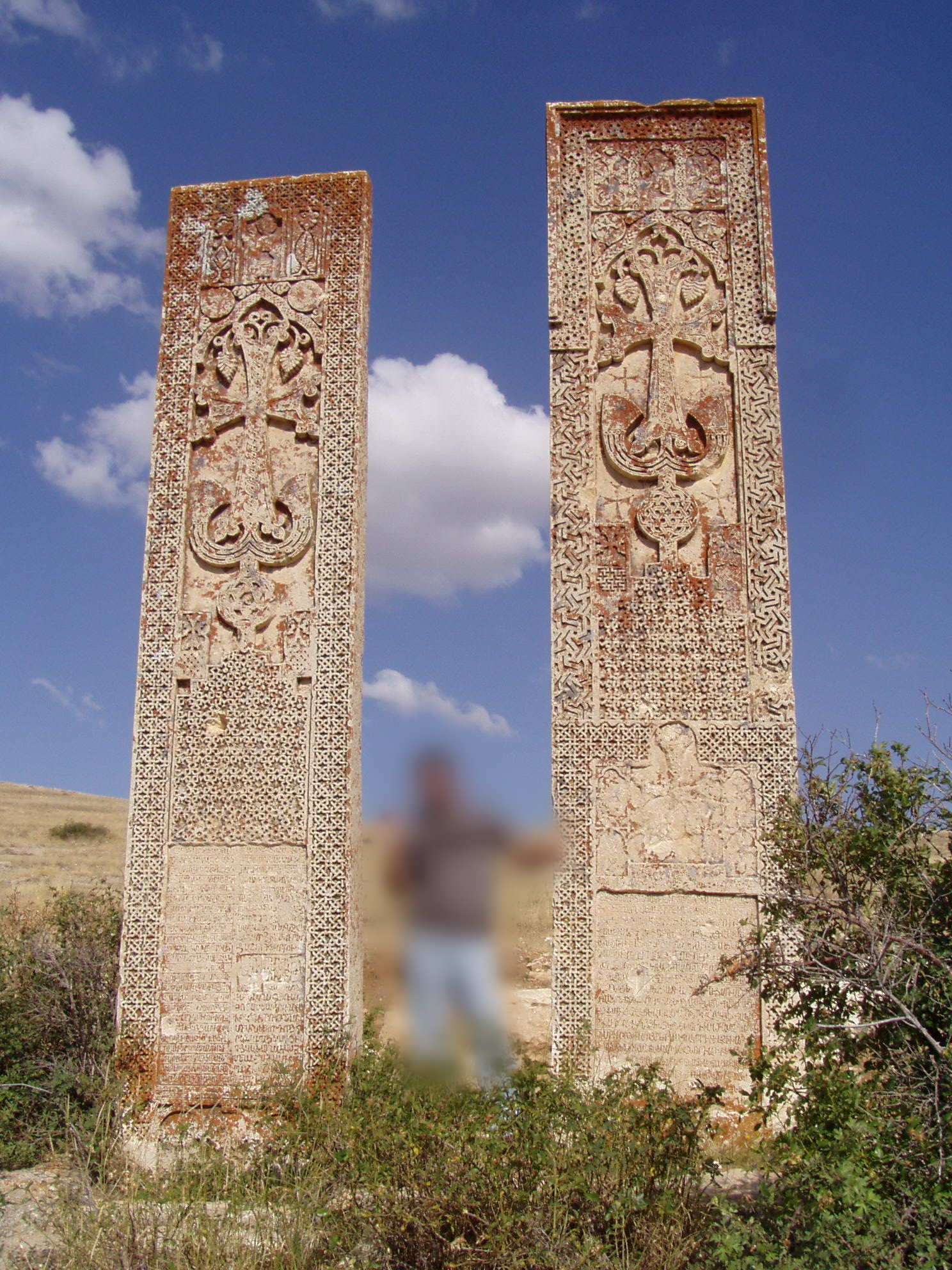
Dues esteles armènies

L'aparença habitual és d'una pedra prima de més d'un metre d'alt que apareix al camp, cementiri o camí amb un significat apotropaic. Es poden classificar en quatre períodes històrics. El primer data de l'alta edat mitjana i conté els precedents d'aquests monuments, el període clàssic (segles IX - XI) on van adquirir les diverses funcions que mantenen avui dia, el període d'esplendor (fins al segle xiii) on es va anar complicant la decoració de les pedres i una darrera fase de límits incerts amb els khatxkarè moderns. Semblen ser un descendent de monuments megalítics de pedres aixecades com a guardianes de territoris orientals.
El material de les esteles és una pedra com el gres, la felsita, l'andesita, el tuf o el basalt. Es poden dividir segons l'ornamentació en diverses famílies, esculpida a la pedra i protegida amb banys de sorra fina per tal d'assegurar-ne el contorn. Així, hi ha esteles amb més presència d'elements naturals, que assimilen la pedra a un arbre vivent, mentre que d'altres tenen més abundància d'escenes sagrades, com les encastades als murs de monestirs. En totes elles se subratlla la natura divina de Jesús amb símbols que es relacionen amb la vida, per indicar el triomf sobre la mort (la resurrecció), que és la clau de la creença cristiana. Algunes pedres s'acompanyen d'inscripcions que reforcen la funció votiva o les lliguen a personatges reals o bé sants protectors. En alguns casos les esteles formen autèntics camps de pedres, com el de Noratus, amb més de 700 peces diferents.